# Aslı Orcan
Aslı Orcan (Aydın, 27 maggio 1980) è un'attrice turca.

## Biografia
Nata nel 1980 ad Aydın (Turchia), Aslı Orcan tra il 1998 e il 2003 si è formata presso il dipartimento di danze popolari turche del conservatorio statale di musica turca dell'Università di Ege, dove è stata ballerina professionista nel gruppo "Magic You Ney Flames of Passion". Ha frequentato la Ekol Drama School, il dipartimento di recitazione cinematografica e televisiva e ha preso lezioni di recitazione e dialogo da Ayla Algan. Nel 2002 ha fatto la sua prima apparizione sul piccolo schermo nella serie Sırlar Dünyası. Ad essa sono seguite serie importanti, tra cui Karadayı, La ragazza e l'ufficiale (Kurt Seyit ve Şura), Medcezir, Bana Sevmeyi Anlat, Kara Yazı, Kahraman Babam, Sadakatsiz, Darmaduman e Bambaşka Biri.

## Vita privata
Dal 2014 è sposata con l'attore e doppiatore Yetkin Dikinciler, dal quale ha avuto una figlia.

## Filmografia

### Cinema
- Operasyon Cennet, regia di Yalçın Yelence e Özgür Yelence (2005)

### Televisione
- Sırlar Dünyası – serie TV (Samanyolu TV, 2002)
- Hekimoğlu – serie TV (Samanyolu TV, 2003-2004)
- Burçak Tarlası – film TV (Kanal 7, 2004)
- İnce Hacı, regia di Zeynep Tor – film TV (Kanal 7, 2004)
- Çapkın – serie TV (Show TV, 2005)
- Sensiz Olmuyor – serie TV (Show TV, 2005)
- Kaybolan Yıllar – serie TV (Star TV, 2006)
- İki Yabancı – serie TV (ATV, 2007)
- Yemin – serie TV (Fox, 2007-2008)
- Ateş ve Barut – serie TV (Fox, 2008)
- Cam Kırıkları – serie TV (TRT 1, 2009)
- Aile Saadeti – serie TV, 5 episodi (ATV, 2009)
- Sensiz Olmaz – serie TV, 7 episodi (Show TV, 2011)
- Sen de Gitme – serie TV, 1 episodio (TRT 1, 2012)
- Karadayı – serie TV, 45 episodi (ATV, 2012-2013)
- La ragazza e l'ufficiale (Kurt Seyit ve Şura) – serie TV, 12 episodi (Star TV, 2014)
- Medcezir – serie TV, 40 episodi (Star TV, 2014-2015)
- Bana Sevmeyi Anlat – serie TV, 22 episodi (Fox, 2016-2017)
- Kara Yazı – serie TV, 6 episodi (Kanal D, 2017)
- Kahraman Babam – serie TV, 8 episodi (Show TV, 2021)
- Sadakatsiz – serie TV, 13 episodi (Kanal D, 2021-2022)
- Darmaduman – serie TV, 8 episodi (Fox, 2022)
- Deneme Çekimi – serie TV, 1 episodio (BluTV, 2023)
- Bambaşka Biri – serie TV, 9 episodi (Fox, 2023-2024)

## Doppiatrici italiane
Nelle versioni in italiano dei suoi film e delle sue serie TV, Aslı Orcan è stata doppiata da:
- Vanina Marini[23] ne La ragazza e l'ufficiale[24]